# Multiplikatoreffekt
En multiplikatoreffekt er et økonomisk fagudtryk, der beskriver de samlede konsekvenser af ændringer i en (eksogen) variabel, ofte et økonomisk-politisk instrument, på en anden (endogen) variabel, f.eks. BNP. En multiplikator kan f.eks. udtrykke, med hvor mange milliarder BNP forventes at stige, hvis man forøger det offentlige forbrug med én milliard kroner. Dermed angiver den virkningen af et givet finanspolitisk tiltag. En multiplikator udregnes ud fra en bestemt økonomisk (teoretisk eller empirisk) model, og dens størrelse vil dermed afhænge af de antagelser og sammenhænge, der gælder i den pågældende model. De to mest almindelige anvendelser gælder finanspolitikkens virkninger på økonomien samt kreditmultiplikatoren, der omhandler bestemmelsen af pengemængden.

## Et eksempel
I eksemplet vil en stigning i det offentlige forbrug umiddelbart forøge BNP med én milliard kroner, da offentligt forbrug i sig selv er en bestanddel af BNP, jf. forsyningsbalancen. Dette er den direkte effekt. Der vil imidlertid også være forskellige afledte effekter. I en simpel keynesiansk model vil den større offentlige beskæftigelse medføre et højere samlet indkomstniveau i de private husholdninger, og det vil igen medføre et højere privat forbrug, som yderligere får BNP til at stige. Og det større private forbrug forøger yderligere indkomsterne hos de handlende, hvis højere indkomster sætter sig i et endnu højere samlet privat forbrug, osv. Den samlede effekt (multiplikatoren) kan i en sådan simpel model udregnes som
1 / (1-c*(1-t)), hvor c er den marginale forbrugskvote, dvs. den andel af en stigning i den disponible indkomst, som en gennemsnitlig husholdning vil anvende til øget forbrug, og t er den marginale skattesats. Er f.eks. c = 0,8 og t = 0,4, bliver multiplikatoren godt 1,9. En stigning i det offentlige forbrug på en milliard kroner vil altså i dette eksempel få BNP til at stige med godt 1,9 milliarder kroner.

## Multiplikatorens størrelse afhænger af sammenhængen
Andre modelantagelser vil føre til andre udtryk for multiplikatoren. I en åben økonomi vil noget af efterspørgselsstigningen blive imødekommet ved højere import, hvilket vil mindske BNP-effekten. Inddrager man fortrængnings- (crowding out-)mekanismer i eksemplet (dvs. at stigningen i privat og offentligt forbrug påvirker investeringerne negativt via en effekt på renten og/eller nettoeksporten negativt via en effekt på valutakursen), vil det også formindske den samlede virkning på BNP og dermed multiplikatoren. I den såkaldte klassiske model, som ofte bruges som udtryk for økonomiens virkemåde på lang sigt, antages det, at der efterhånden bliver fuld fortrængning, sådan at multiplikatoren bliver 0 på lang sigt. I anvendte empiriske makromodeller er der typisk inddraget mange flere økonomiske sammenhænge end i det nævnte enkle eksempel, så formlen for en bestemt multiplikator vil blive et meget indviklet udtryk; ved at foretage en modelkørsel vil man imidlertid nemt kunne beregne multiplikatorens størrelse som talværdi.
Som nævnt kan multiplikatorer også udregnes for andre økonomisk-politiske instrumenter eller stød, og for andre målvariable, selvom BNP nok er den hyppigst anvendte. F.eks. kunne man beregne virkningen på den samlede indenlandske efterspørgsel eller den samlede nettoeksport af en given forhøjelse af ejendomsværdiskatten.
I den økonomiske politik anvendes ofte multiplikatorer baseret på modelkørsler fra empiriske økonomiske modeller som ADAM, MONA, SMEC eller DREAM. I dokumentationerne for disse modeller, dvs. den nærmere beskrivelse af deres virkemåde, som typisk findes på hjemmesiderne for de pågældende modeller, vil det normalt være muligt at finde eksempler på de konkrete multiplikatorer, som modellerne kommer frem til.

## Kreditmultiplikatoren
Et andet eksempel på en multiplikator, som traditionelt ofte har optrådt i indledende lærebøger i makroøkonomi, er kreditmultiplikatoren. I den såkaldte kreditmultiplikatormodel udgør kreditmultiplikatoren det konstante forhold mellem pengebasen, som centralbanken formodes at kontrollere, og pengemængden i samfundet. I denne model kan centralbanken derfor ved at påvirke pengebasen samtidig bestemme pengemængden i samfundet. Kreditmultiplikatormodellen anses dog i dag for at være for simpel til at give en rimelig beskrivelse af pengeskabelsesprocessen i samfundet.